# Skeatia prompta
Skeatia prompta är en stekelart som först beskrevs av Cheesman 1936.  Skeatia prompta ingår i släktet Skeatia och familjen brokparasitsteklar. Utöver nominatformen finns också underarten S. p. aruensis.